# Lystra rufigutta
Lystra rufigutta är en insektsart som beskrevs av Walker 1858. Lystra rufigutta ingår i släktet Lystra och familjen lyktstritar. Inga underarter finns listade i Catalogue of Life.